# 孔琇之
孔琇之（5世纪？—494年），南朝齐官员，会稽郡山阴县（今浙江省绍兴市）人，孔子第二十九代孙，孔靖的孙子，孔灵运的儿子。
孔琇之初为国子生，郡举为孝廉。历任乌程县、吴县令，有吏才，以善治著称。转任尚书左丞，又以职事知名。历任临海郡太守，在任清廉。任满还京，只有有干姜二十斤献给皇帝。出监吴兴郡，转授吴兴太守。隆昌元年，担任晋熙王萧銶冠军长史、江夏内史，行郢州事。当时萧鸾专政，杀害诸王。想让他杀死晋熙王。孔琇之推辞，萧鸾不许，孔琇之于是绝食而死。其子孔臶。